# فرانچسکو دل کوسا
فرانچسکو دل کوسا (انگلیسی: Francesco del Cossa; ۱ ژانویهٔ ۱۴۳۶ – ۱ ژانویهٔ ۱۴۷۷) یک نقاش ایتالیایی رنسانس از مدرسه فرارا بود.